# ヤンドゥサウルス
ヤンドゥサウルス（Yandusaurus）はジュラ紀中期バトニアン（約1億6900万年前-1億6300万年前）に現在の中国に生息していた草食の基盤的鳥脚類恐竜の属である。

## 発見と命名
1973年に四川省、自貢市の自貢市塩業歴史博物館は鴻鶴ダム近郊の金子凼での建設作業で誤って恐竜の骨格を損傷したとの報告をうけた。その後に博物館のチームは酷く損傷した化石をなんとか回収した。この動物は最初、発見地にちなんで"Yubasaurus"もしくは"Honghesaurus"と呼ばれていたが、1979年に何信祿がタイプ種Yandusaurus hongheensis として命名、記載した。属名は自貢の古名である塩都（Yandu）に由来するものである。塩都の名は古来よりこの地が中国における中心的な塩の産地であったことに由来する。この点においてヤンドゥサウルスの名は間接的に塩業博物館にちなんだものでもある。種小名は鴻鶴（honghe）川にちなんだものである。
ホロタイプ標本GCC V20501は下部沙溪廟層から発掘された、頭骨を含む部分骨格である。体の大部分の要素が保存されており、頭骨、脊椎、肩帯、前肢、後肢などが含まれているものの、どれも非常に断片的であるか損傷している。下顎、骨盤、および尾の先端はおそらく機械により完全に破壊されてしまっている。
1983年に何および蔡開基は第2の種 Yandusaurus multidens を同定した。この種はほぼ完全な2体の骨格と9つの部分骨格が知られている。1992年に彭光照はY. multidensをアギリサウルス属に再分類し A. multidens とした。1996年にグレゴリー・ポールはオスニエリア属に再分類した。2005年にPaul Barrettらは独自の属ヘクシンルサウルスへと再分類した。

## 特徴
ヤンドゥサウルスは素早い二足歩行の動物で、足には各4本、手には書く5本の指があった。曲がった頬骨からは目が大きかったことが分かる。歯は平行して垂直に隆起した独特パターンで、中国の研究者はそれを仏像の手の指になぞらえている。内側が大きく磨り減っていて、非常に非対称である。中ほどの15番目の上顎骨歯が最大で、重なり合っている。 
ヤンドゥサウルスの大きさについての情報はその多くがかつてY. multidens とされたヘクシンルサウルスからのものであり、それらの標本（全て幼体）は全長60-160 cm、体重は7 kgほどである。しかしYandusaurus hongheensis はこれらより大きいと考えられており、何は全長3 mと指定している。また蔡は3.2 m、ポールは2010年に全長3.8 m、体重140 kgと推定している。

## 分類
何はヤンドゥサウルスをヒプシロフォドン科に分類した。しかし、現在ではこの科は側系統群であると考えられており、ヤンドゥサウルスは単に基盤的な真鳥脚類と考えられている。

## 参照
1. 1 2  He X., 1979, "A newly discovered ornithopod dinosaur Yandusaurus from Zigong, Sichuan". In: Contributions to International Exchange of Geology. Part 2. Stratigraphy and paleontology. Geol. publishing House, Beijing: pp. 116-123
2. 1 2 3  He, X. & Cai, K., 1984, The Middle Jurassic dinosaurian fauna from Dashampu, Zigong, Sichuan. Vol. 1: The ornitopod dinosaurs. Sichuan Scientific and Tecnological Publishing House, Chengdu, Sichuan, pp. 1-71
3. ↑  He, X.-L. & Cai, K.-J., 1983, "A new species of Yandusaurus (hypsilophodont dinosaur) from the Middle Jurassic of Dashanpu, Zigong, Sichuan", Journal of Chengdu College of Geology Supplement 1: 5-14
4. ↑  Barrett, P.M., Butler, R. J., and Knoll, F., 2005, "Small-bodied ornithischian dinosaurs from the Middle Jurassic of Sichuan, China", Journal of Vertebrate Paleontology 25: 823-834
5. ↑  Paul, G.S., 2010, The Princeton Field Guide to Dinosaurs, Princeton University Press p. 274